# Sinisaari (ö i Birkaland, Tammerfors)
Sinisaari är en ö i Finland.   Den ligger i kommunen Vesilax i den ekonomiska regionen Tammerfors och landskapet Birkaland, i den södra delen av landet, 150 km nordväst om huvudstaden Helsingfors.